# أبو المكارم
أبو المكارم سعد الله بن جرجس بن مسعود كان كاهناً في الكنيسة القبطية برتبه قمص، عاش ما بين القرن الثاني عشر والثالث عشر.   من أشهر مؤلفاته كتاب «تاريخ الكنائس والأديرة» (حوالي 893-920 ش / 1117-1204 م) نشره لأول مرة «بي. تي. أ. ايفتس» (B. T. A. Evetts) عام 1895 مع تعليقات إضافية من ألفريد جوشوا بتلر، ونسب خطأ إلى أبو صالح الأرمني لوجود اسمه مكتوبا على غلاف المخطوطة كمالك وليس مؤلفها لها، هذه المخطوطة موجودة الآن في المكتبة الوطنية بباريس وهي نفس المخطوطة التي اشتراها فانسليب بثلاثة قروش خلال رحلته في مصر عام 1674. اكتشاف مخطوطات أخرى باسم المؤلف الحقيقي ساهم في تصحيح هذا الخطأ. يوجد حاليا نسختان فقط من مخطوطات الكتاب، الأولى الموجودة في باريس (Paris arabe 307) ومخطوطة ميونخ (Munich ar. 2570).

تاريخ الأديرة والكنائس القبطية سنة 1209م

في عام 1984 قام الراهب صموئيل السرياني من دير السريان بوادي النطرون بتحقيق ونشر الكتاب معتمدا على مخطوطة أعطاها له الأنبا يؤانس أسقف الغربية، هذا العمل طبع في أربعة أجزاء.
يعتبر كتاب «تاريخ الكنائس والأديرة» من أهم المؤلفات عن الكنائس والأديرة القبطية في القرن الثالث عشر. قيمة الكتاب تمتد لتشمل تاريخ هذه المؤسسات الدينية وكذا جغرافية مصر في العصور الوسطى، فبجانب ذكره لمصر وكنائسها المختلفة، يخصص المؤلف فصول عدة عن النوبة، الحبشة، أفريقيا، الهند، اليمن، وكدا خصص فصولا لسيناء، القدس، فلسطين، بلاد الرافدين، أنطاكية، القسطنطينية، أفسس، روما، وكورنث. معظم هذه الأجزاء الأخيرة غير موجودة في نسخة باريس لكنها موجودة في طبعة وادي النطرون.